# Vil·la Havemann
Vil·la Havemann je dům ve městě Sitges (Garraf), na Av. Artur Carbonell 11, který je zahrnut v soupisu architektonického dědictví Katalánska (IPA-11919).

## Popis
Dům se nachází v blízkosti centra letoviska Sitges. Jedná se o samostatně stojící objekt, který se skládá z domu a kaple připojené k pravé straně domu a je obklopen zahradou. Průčelí domu je patrové. Kaple, která využívá historizující prvky má přístupové dveře s obloukovým portálem a laloková okna v horní části. Střecha je sedlová s arabskými dlaždicemi. 
V obecních archivech jsou uloženy dva projekty pro výstavbu této budovy. Dne 9. srpna 1906 rada dala souhlas k provedení domu s kaplí v rámci prvního projektu podepsaného architektem J. L. Calvem. Později 25. dubna 1907 schválila nové stavební povolení na žádost vlastníka Ursiciny Sanahuja, vdovy po Havemannovi. Architekt, který zpracoval tento druhý projekt byl Josep Graner i Prat.